# 6402 Holstein
6402 Holstein este un asteroid din centura principală de asteroizi.

## Descriere
6402 Holstein este un asteroid din centura principală de asteroizi. A fost descoperit pe 9 aprilie 1991 la Tautenburg de Freimut Börngen. El prezintă o orbită caracterizată de o semiaxă mare de 2,74 ua, o excentricitate de 0,12 și o înclinație de 4,5° în raport cu ecliptica.